# SD卡
（縮寫為，全名為，中文翻译为安全数码卡）為一種記憶卡，被廣泛地於攜帶型裝置上使用，例如數碼相機、電子遊戲機、行動電話、運動相機和四軸飛行器等。SD卡的技術是基於MultiMedia卡格式，不過SD卡有比較高的資料傳送速度，而且不斷更新標準。大部份SD卡的側面設有写保护控制，以避免一些資料意外地寫入，而少部分的SD卡甚至支援數位版權管理的技術。SD卡的大小為32mm×24mm×2.1mm，但官方標準亦有記載「薄版」1.4mm厚度，與MMC卡相同。

中文界有时会把SD卡称为或「記憶卡」，但此、“記憶卡”与、“記憶體”其实是两个完全不同的概念。

## 概況
SD卡應用於以下的手提數碼裝置：
- 數碼相機儲存相片及影片
- 數位攝錄機儲存相片及影片
- 個人數碼助理儲存各類資料
- 手提電話儲存相片、鈴聲、音樂、影片等資料
- 多媒體播放器

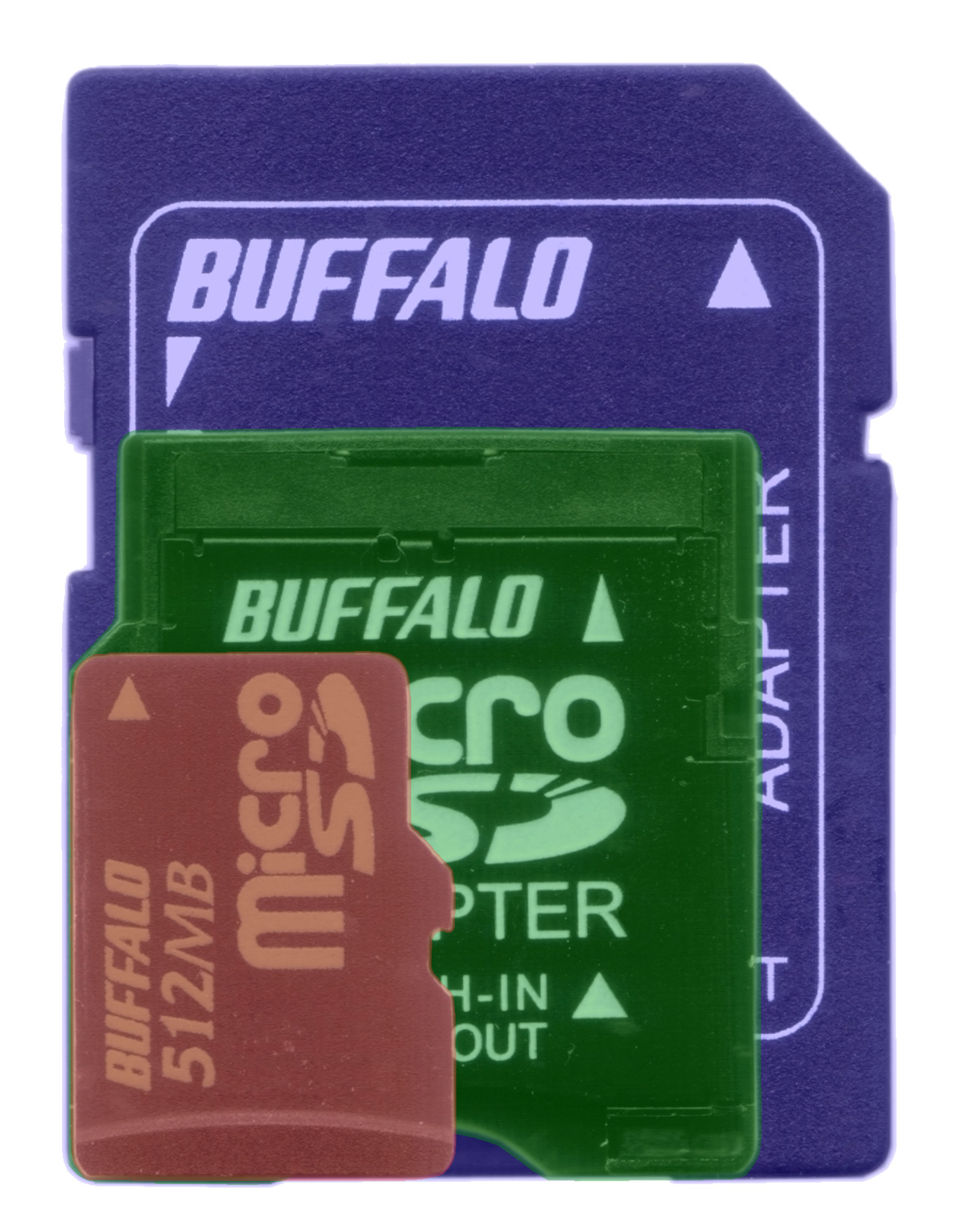
三種SD卡的大小示意圖。藍色為標準SD卡，綠色為miniSD卡，紅色為micro SD卡。

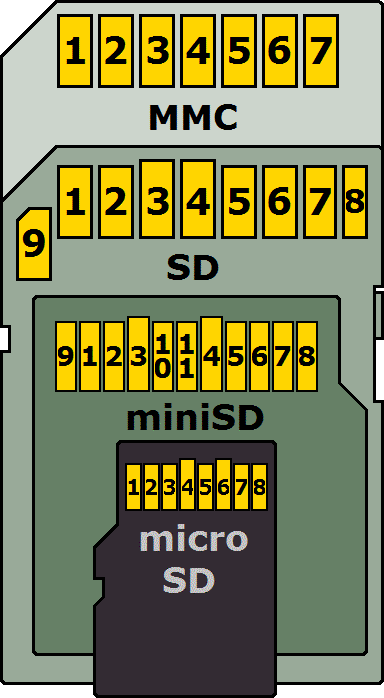
三種SD卡的接口。

- 掌上型游戏机，如：任天堂Switch、任天堂Switch Lite、任天堂2DS、任天堂3DS、任天堂DSi、Steam Deck

在2006年，SD卡容量有8/16/32/64/128/256/512MB、1GB/2GB。超过2GB容量的卡称为SDHC（注：也有4G的普通sd卡），是SD的升级版本。新一代SD 2.0（SDHC）、SD 3.0（SDXC）標準規範為SD卡的下一代標準，最大容量可高達2TB。
SD/MMC卡已经替代东芝开发的SM卡，成为了便携式数码相机使用最广泛的数字存储卡格式。2001年，SM卡的市场占有率超过50%，但到了2005年下降到了40%左右，并且还在快速滑落。在2010年，SD卡的市占率已超过90%，绝大部分的数码相机生产商都提供了SD卡的支持，包括佳能、尼康、柯达、松下及柯尼卡美能达等。之前仍然在坚持使用自己的专利格式的三大主要厂商：奥林巴斯、富士（xD卡）、索尼（Memory Stick），也开始转而使用SD卡（或提供双卡支持）。
SD卡是東芝在MMC卡技術中加入加密技術硬件而成，由於MMC卡可能會較易讓使用者複製數碼音樂，東芝便加入這些技術希望令音樂業界安心。類似的技術包括索尼的MagicGate，理論上加密技術可引入一些數位版權管理措施，但這功能甚少被應用。
用户可以使用一个USB的读卡器，在个人电脑上使用SD卡。某些电脑上已经内置了读卡装置。
最新的发展是SD内建了USB插口，省略了读卡器。SanDisk的设计是使用一个可折叠的护套来保护USB插口。尽管Sandisk并不是第一家内建USB功能的SD卡生产商，但由于其在业内的重要地位，这一动作带动了其他厂商跟风。
“SD”商标实际上是用于另一个完全不同的用途：它最早是用在“超级密度光盘”上（Super-Density Optical Disk），这个由东芝开发的产品在DVD格式之争中败北。这就是为什么那个「D」字看起来像一张光盘。

## 寫保護开关
SD卡的右面通常有一个开关，即是防写入保护开关。當开关拨下（位于下方）时，SD卡便会受到覆寫保護，即SD卡内的文件只能读取，不能被覆盖，也不能向SD卡写入其他文件。當写入保护开关位于上方时，写入保护便会被解除。由於這保護开关是選擇性的，所以一部分SD卡并沒有这个开关。
覆寫保護开关的原理與卡式錄音帶、VHS錄影帶、電腦磁片上的覆寫保護類似。關閉狀態表示可覆寫，而開啟狀態表示被保護。
如果开关在位于下方时因某种原因损坏，那么这张卡可能就会永远被写保护（变成只读存储器）。有一种方法可以解决这个问题：用胶带将凹口封住，这样的话这张卡便可恢复。

## 标准的开放性
与其它存储卡格式一样，SD卡也有众多的专利和注册商标保护，授权只能由SD協會进行。SD卡協會现在的授权协议并不允许开放源代码的SD驱动程序，这种状况产生了很多关于开放源代码和自由软件的争论。通行的做法是开发一个开放源代码的外壳，但核心是针对特定平台的封闭源代码SD驱动程序，这种做法与期望的开放标准差异太大。另一种通行的做法是采用较老的MMC模式，因为根据SD卡标准，所有的SD卡都必须支持MMC模式。
这说明SD卡的开放度比CF卡或闪存低：这两种格式几乎免费，仅需要使用联盟标志和注册商标的授权费。但SD卡的开放度還是比xD卡或MS高得多，这两种格式根本不提供公開文件支援。

### 技术说明
- 所有SD和SDIO卡都必须支持较老的SPI/MMC模式。这个模式支持慢速的四线序列接口（时钟、序列输入、序列输出、芯片选择），兼容于序列终端接口（SPI）和许多微控制器。
- 2010年之前的大部分数码相机、数码音訊播放器和其他便携设备仅能使用MMC模式。有关这一模式的详细文档可以从MMCA购买，价格是500美元。但是部分有关SDIO的文档是免费的。有些还可以从存储卡厂商处获得。
- MMC模式不支持SD卡的加密特性。从免费的文档裏也找不到这些细节。但对于大多数消费者来讲，这无关痛痒，因為用户只需要可以储存不受保护的数据。
- SD卡共支持三种传输模式：SPI模式（独立序列输入和序列输出）、1位SD模式（独立指令和数据通道，独有的传输格式）、4位SD模式（使用额外的针脚以及某些重新设置的针脚。支持四位宽的并行传输）。
- SD低速卡的時脈為0~400KHz，支援模式有SPI和1位元SD傳輸模式。SD全速卡的時脈為0~25MHz，支援模式有SPI、1位元SD傳輸模式和4位元SD傳輸模式。
- SD卡的制造商、销售商和主机适配器生产商需要缴纳SD/SDIO授权费，每年1000美元外加会员费1500美元。但SDIO卡和MMC适配器生产商无需授权费。MMC卡使用7针接口，SD卡和SDIO卡采用了9针接口。

## 標示制度

### 容量标示制度
|          | SD           | SDHC  | SDXC  | SDUC   |
| -------- | ------------ | ----- | ----- | ------ |
| 标志     |              |       |       |        |
| 最大容量 | 2 GB         | 32 GB | 2 TB  | 128 TB |
| 文件系统 | FAT12, FAT16 | FAT32 | exFAT | exFAT  |

### 效能標示制度
效能標示制度是SD卡5.1標準後出現，用於日漸增多的用戶直接於記憶卡上執行APP應用程式的場景，例如平板電腦和手機可以設定將APP存於記憶卡的功能。
其使用隨機存取時的IOPS效能標準，（Input/Output Operations Per Second 每秒輸出入作業次數）一比較範例是：
- 一台7,200轉SATA機械硬碟機IOPS約是100
- 英特爾Intel X25-M G2固態硬碟IOPS約是8400

| APP軟體效能等級 | 最低寫入速度 | 最低隨機讀取 | 最低隨機寫入 |
| --------------- | ------------ | ------------ | ------------ |
| Class 1 (A1)    | 10 MB/s      | 1500 IOPS    | 500 IOPS     |
| Class 2 (A2)    | 10 MB/s      | 4000 IOPS    | 2000 IOPS    |

### 速度標示制度
UHS（Ultra High Speed）是與SDXC同時推出的SD卡匯流排標準。但此標準回溯適用於SDHC和SDXC。
UHS-I到III的匯流排標準其硬體針腳規格並不相同，但可以向下相容，然而例如要發揮II的全部速度必須使用II的讀取硬體才能發揮。
|               | 标志       | 总线           | 总线   | 总线   | 标准 | 标准 | 标准 | 标准 | SD协议版本 |
| 速度          | 标志       | PCIe           | 双工   | SD     | SDHC | SDXC | SDUC |      | SD协议版本 |
| ------------- | ---------- | -------------- | ------ | ------ | ---- | ---- | ---- | ---- | ---------- |
| Default Speed | 不適用     | 12.5 MB/s      | 不適用 | 半双工 | 是   | 是   | 是   | 是   | 1.01       |
| High Speed    | 不適用     | 25 MB/s        | 不適用 | 半双工 | 是   | 是   | 是   | 是   | 1.10       |
| UHS-I         |            | 50 MB/s        | 不適用 | 半双工 | 否   | 是   | 是   | 是   | 3.01       |
| UHS-I         | 104 MB/s   |                | 不適用 | 半双工 | 否   | 是   | 是   | 是   | 3.01       |
| UHS-II        |            | 156 MB/s       | 不適用 | 全双工 | 否   | 是   | 是   | 是   | 4.00       |
| UHS-II        | 312 MB/s   | 半双工         | 不適用 |        | 否   | 是   | 是   | 是   | 4.00       |
| UHS-III       |            | 312 MB/s       | 不適用 | 全双工 | 否   | 是   | 是   | 是   | 6.00       |
| UHS-III       | 624 MB/s   | 半双工         | 不適用 |        | 否   | 是   | 是   | 是   | 6.00       |
| SD Express    |            | 985 MB/s       | 3.1 ×1 | 全双工 | 否   | 是   | 是   | 是   | 7.00, 7.10 |
| SD Express    | 1,970 MB/s | 3.1 ×2, 4.0 ×1 | 8.0    | 全双工 | 否   | 是   | 是   | 是   |            |
| SD Express    | 3,940 MB/s | 4.0 ×2         | 8.0    | 全双工 | 否   | 是   | 是   | 是   |            |

| 最低速度 | 速度等级       | 速度等级     | 速度等级       | 速度等级         | 视频格式 | 视频格式 | 视频格式 | 视频格式 |
| 最低速度 | Original       | UHS          | Video          | SD Express       | SD       | HD       | 4K       | 8K       |
| -------- | -------------- | ------------ | -------------- | ---------------- | -------- | -------- | -------- | -------- |
| 2 MB/s   | Class 2 (C2)   | 不適用       | 不適用         | 不適用           | 是       | 否       | 否       | 否       |
| 4 MB/s   | Class 4 (C4)   | 不適用       | 不適用         | 不適用           | 是       | 是       | 否       | 否       |
| 6 MB/s   | Class 6 (C6)   | 不適用       | Class 6 (V6)   | 不適用           | 是       | 是       | 是       | 否       |
| 10 MB/s  | Class 10 (C10) | Class 1 (U1) | Class 10 (V10) | 不適用           | 是       | 是       | 是       | 否       |
| 30 MB/s  | 不適用         | Class 3 (U3) | Class 30 (V30) | 不適用           | 是       | 是       | 是       | 是       |
| 60 MB/s  | 不適用         | 不適用       | Class 60 (V60) | 不適用           | 是       | 是       | 是       | 是       |
| 90 MB/s  | 不適用         | 不適用       | Class 90 (V90) | 不適用           | 是       | 是       | 是       | 是       |
| 150 MB/s | 不適用         | 不適用       | 不適用         | Class 150 (E150) | 是       | 是       | 是       | 是       |
| 300 MB/s | 不適用         | 不適用       | 不適用         | Class 300 (E300) | 是       | 是       | 是       | 是       |
| 450 MB/s | 不適用         | 不適用       | 不適用         | Class 450 (E450) | 是       | 是       | 是       | 是       |
| 600 MB/s | 不適用         | 不適用       | 不適用         | Class 600 (E600) | 是       | 是       | 是       | 是       |

#### 「×」速率
| 倍速 | 近似值 (MB/s) | 與 Speed Class比較 |
| ---- | ------------- | ------------------ |
| 16×  | 2.34          | (13×)              |
| 32×  | 4.69          | (27×)              |
| 48×  | 7.03          | (40×)              |
| 100× | 14.6          | (67×)              |

SD卡提供不同的速度，它是按CD-ROM的150 KB/s为1倍速（记作“1x”）的速率计算方法来计算的。基本上，它們能夠比標準CD-ROM的傳輸速度快6倍（900KB/s），而高速的SD卡更能傳輸66x（9900KB/s=9.66MB/s，标记为10MB/s）以及133x或更高的速度。一些數位相機需要高速SD卡來更流暢地拍攝影片，以及使得相片連拍更为迅速。直至2005年12月，大部分設備跟從SD卡的1.01規格，而更高速至133x的設備亦跟從1.1規格。
2006年3月发布的SDHC标准（SD 2.0），重新定义了SD卡的速度规格，分为三档：Class 2、4、6，代表寫入速度分别为2MB/s、4MB/s、6MB/s。隨着科技的進步，有厂商生产了更高速的SDHC卡。厂商一般會直接在這些SD卡上标注速度，例如R90/W60代表讀寫速度達到每秒90MB和60MB。2010年發佈了新的SD 3.0，定義了SDXC和UHS，並新增了Class 10。
設有SD卡插槽的設備能夠使用較薄身的MMC卡，但是標準的SD卡不能插入MMC卡插槽。插上轉接器后SD卡能夠用于CF卡和PCMCIA卡上，而miniSD卡和microSD卡亦能插上轉接器在SD卡插槽使用。一些USB連接器能夠插上SD卡；而且一些讀卡器亦能夠插上SD卡，並由許多連接埠如USB、FireWire等存取使用。

## SDIO介绍

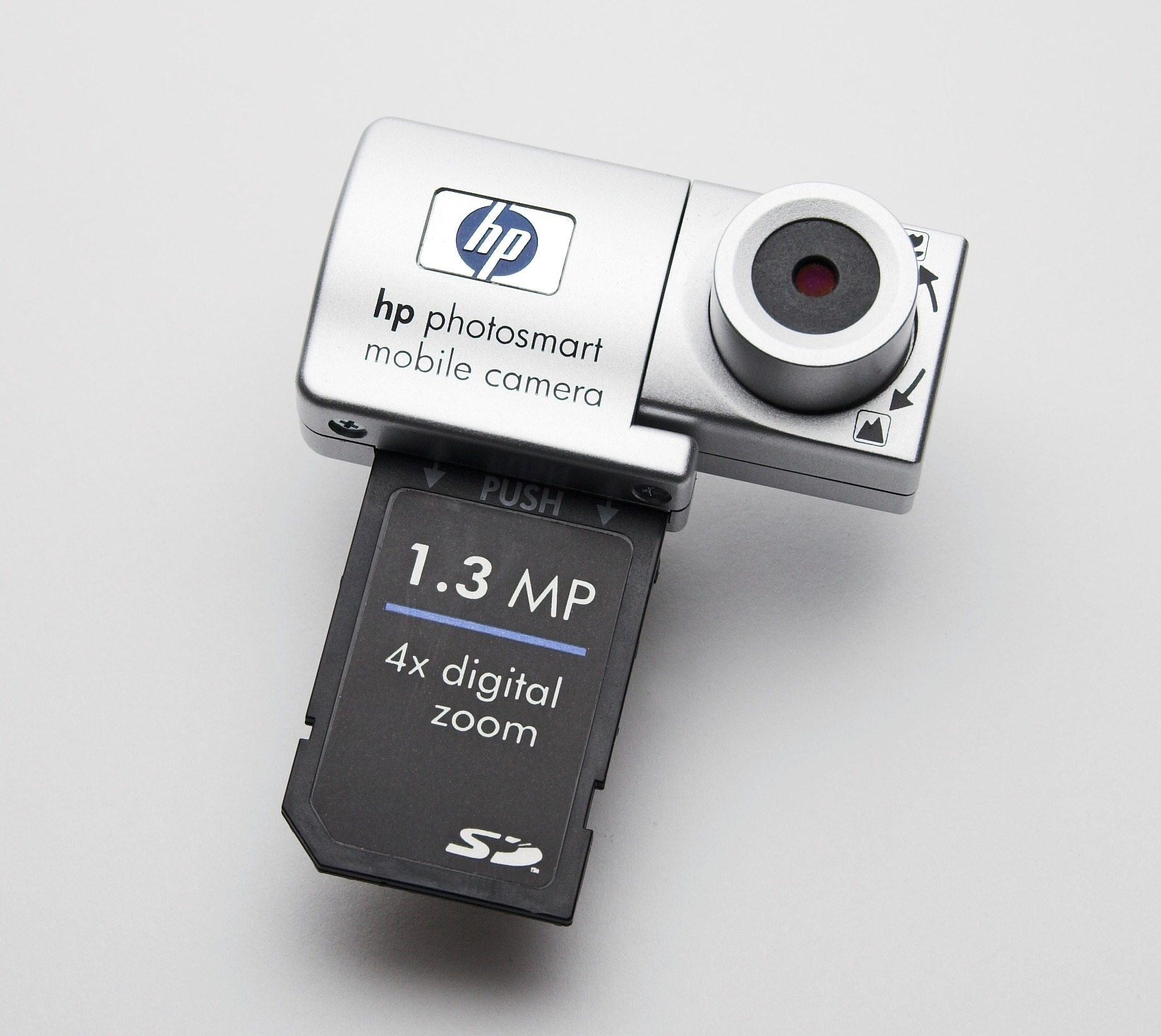
使用SDIO界面的視像鏡頭

SD插口的用途不止是插存储卡。支持SDIO接口的PDA和笔记本电脑等都可以连接像GPS接收器、Wi-Fi或蓝牙适配器、调制解调器、局域网适配器、條碼读取器、FM无线电、电视接收器、射頻識別读取器或者数码相机等采用SD标准接口的设备。
另外一些设备也宣布将支持，包括RS-232序列口适配器、指纹扫描仪、SDIO转USB主／从适配器（可支持SDIO接口的手持设备使用USB外设或连接至电脑）、消磁读取装置、蓝牙／Wi-Fi／GPS无线电收发器、手机调制解调器（个人通讯服务（PCS）、CDPD、GSM等）和APRS／TNC适配器。

## 不同型号的MMC/SD卡

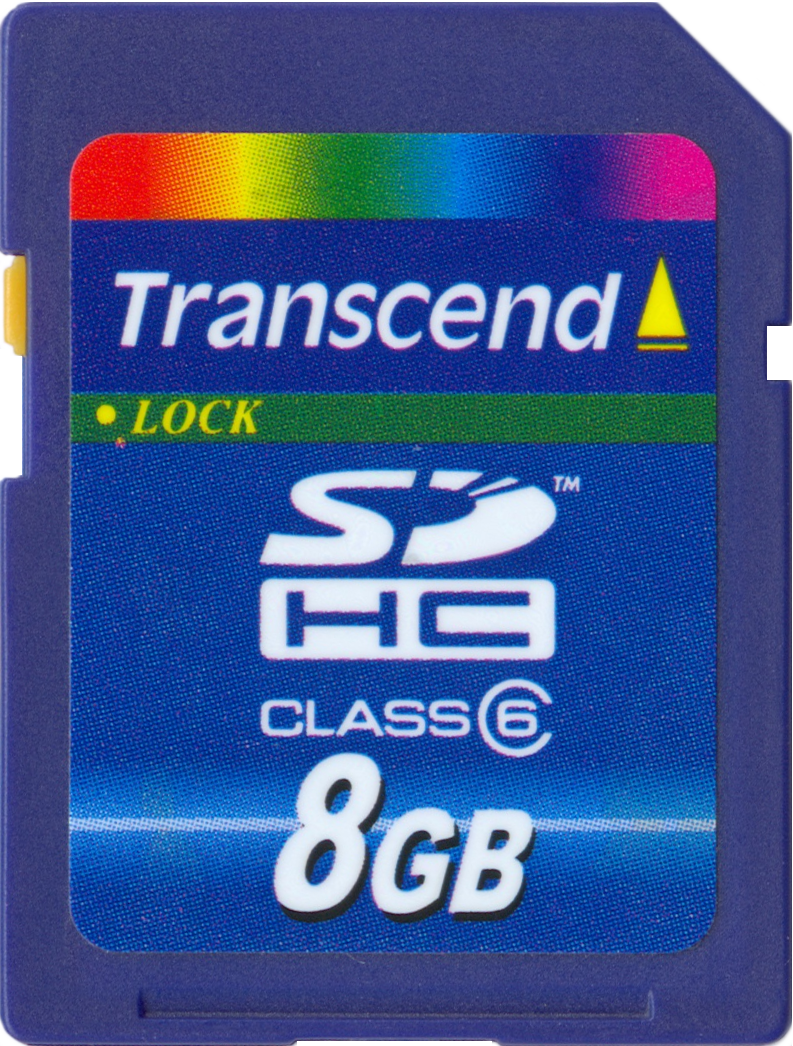
8GB的SDHC卡

SD卡不是安全数字卡联盟批准的唯一一种存储卡标准。其它批准的格式包括miniSD、microSD（在联盟未通過標準前称为TransFlash）和SDHC。
这些更小的卡加上一个适配器也能用在全尺寸的MMC/SD/SDIO插槽上。
SD插槽支持MMC卡，更小尺寸的MMC卡变种也能兼容于支持SD卡的设备。与miniSD和microSD不同的是，RS-MMC插槽可以兼容全尺寸的MMC卡。因为RS-MMC卡只是缩短了的MMC卡。相關資訊可参考多媒体卡（MMC）。
因應SD卡的標準容量上限只有2GB，不足以應付日益上升的容量需求，聯盟制定了新的SDHC標準。SDHC卡的外型跟普通的SD卡完全相同，而容量的下限為4GB。

### 技术规格对比
| 类型           | MMC                 | RS-MMC              | MMC Plus            | SecureMMC           | SD                | SDIO              | miniSD            | microSD           |
| -------------- | ------------------- | ------------------- | ------------------- | ------------------- | ----------------- | ----------------- | ----------------- | ----------------- |
| SD插槽         | 是                  | 机械轉接卡          | 是                  | 是                  | 是                | 是                | 电氣-机械轉接卡   | 电氣-机械轉接卡   |
| 针脚           | 7                   | 7                   | 13                  | 7                   | 9                 | 9                 | 11                | 8                 |
| 外形规格       | 薄                  | 薄／短              | 薄                  | 薄                  | 厚                | 厚                | 窄／短／薄        | 窄／短／超薄      |
| 宽度           | 24 mm               | 24 mm               | 24 mm               | 24 mm               | 24 mm             | 24 mm             | 20 mm             | 11 mm             |
| 长度           | 32 mm               | 18 mm               | 32 mm               | 32 mm               | 32 mm             | 32 mm+            | 21.5 mm           | 15 mm             |
| 厚度           | 1.4 mm              | 1.4 mm              | 1.4 mm              | 1.4 mm              | 2.1 mm            | 2.1 mm            | 1.4 mm            | 1 mm              |
| SPI模式        | 可选                | 可选                | 可选                | 支持                | 支持              | 支持              | 支持              | 支持              |
| 1位元模式      | 是                  | 是                  | 是                  | 是                  | 是                | 是                | 是                | 是                |
| 4位元模式      | 否                  | 否                  | 是                  | ?                   | 可选              | 可选              | 可选              | 可选              |
| 8位元模式      | 否                  | 否                  | 是                  | ?                   | 否                | 否                | 否                | 否                |
| 传输时钟频率   | 0–20 MHz            | 0–20 MHz            | 0–52 MHz            | 0–20 MHz            | 0–25 MHz          | 0–25 MHz          | 0–25 MHz          | 0–25 MHz          |
| 最高传输率     | 20 Mbit/s           | 20 Mbit/s           | 416 Mbit/s          | 20 Mbit/s?          | 100 Mbit/s        | 100 Mbit/s        | 100 Mbit/s        | 100 Mbit/s        |
| 最高SPI传输率  | 20 Mbit/s           | 20 Mbit/s           | 52 Mbit/s           | 20 Mbit/s           | 25 Mbit/s         | 25 Mbit/s         | 25 Mbit/s         | 25 Mbit/s         |
| 支持DRM        | 否                  | 否                  | 否                  | 是                  | 是                | N/A               | 是                | 是                |
| 用户加密       | 否                  | 否                  | 否                  | 是                  | 否                | 否                | 否                | 否                |
| 简易特征       | 是                  | 是                  | 否                  | 尚未                | 是                | 是                | 否                | 否                |
| 会员成本       | $2500／年（非必须） | $2500／年（非必须） | $2500／年（非必须） | $2500／年（非必须） | $1500／年（必须） | $1500／年（必须） | $1500／年（必须） | $1500／年（必须） |
| 技术规格成本   | $500                | $500                | ?                   | ?                   | 成为会员          | 成为会员          | 成为会员          | 成为会员          |
| 主授权         | 否                  | 否                  | 否                  | 否                  | $1000／年+会员费  | $1000／年+会员费  | $1000／年+会员费  | $1000／年+会员费  |
| 存储卡版税     | 是                  | 是                  | 是                  | 是                  | 是                | 是                | 是                | 是                |
| 输入输出卡版税 | N/A                 | N/A                 | N/A                 | N/A                 | N/A               | $1000／年+会员费  | N/A               | N/A               |
| 开放源代码     | 是                  | 是                  | 是                  | 是                  | 仅SPI             | 仅SPI             | 仅SPI             | 仅SPI             |

表格数据主要来源于MMC和SDIO技术规范简易版本，其他数据来自SD卡和MMC联盟网站。
在LBA模式下，所有SD/MMC卡的最大存储容量是128GB。
几乎全部的现有MMC存储卡支持SPI模式。MMC卡在电气规范上与SD卡几乎一致，只是尺寸上更薄，并有一个保险丝，阻止它在SD卡插槽上正常工作（所以它不用交SD卡的版税）。
MMC定义了SPI和1位比特MMC/SD协议。这一协议已存在多年，并成为众多微控制器的标准特性。从社会学的角度看，另外是否有必要颁布一个新的SD/MMC协议值得商榷。开发一个互不兼容，同时也是不必要的协议仅仅是帮助开发者收取授权费用和会员费，但却提高了开发硬件和软件的成本。新协议可支持多种卡在同一总线上工作，但这也引起了一些问题。SPI协议要求每种卡采用三个共享通道外加一个独立的芯片选择，新的协议可支持最高30种卡连接到这三个共享通道上（不需芯片选择），代价是异常复杂的卡初始化功能和每种卡必须有一个唯一序列号以支持即插即用功能。这个功能其实很少用到，而且考虑到速率和电力消耗的原因，在新的标准（每种卡使用完全独立的通道）下也不建议这样做。
半公开的1位比特协议已经扩展到可支持4位比特传输（SD和MMC）和8位比特传输（仅MMC）；标准的SPI模式可以简单的通过提升时钟频率来提高传输速率（例如133MHz），达到4位彼特SD传输协议的速度，但是限于CPU的因素，这很难实现。数字安全卡联盟已经删除了某些旧1位比特MMC协议的指令，并增加了部分有关版权保护的新指令。

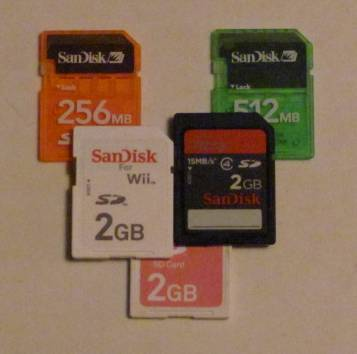
SanDisk各樣式的SD記憶卡。

## DRM特色
SD卡内嵌的数字版权保护方案是按4C Entity提出的可纪录介质内容保护标准（CPRM）所制定。其核心是使用了Cryptomeria密码（也称为「C2」）。这一特性是保密的。DVD-Audio光盘也采用了与CPRM非常相似的加密方案。